# Сербовце
Сербовце (пол. Sierbowce) — село в Польщі, у гміні Сокулка Сокульського повіту Підляського воєводства.
Населення — 58 осіб (2011).
У 1975-1998 роках село належало до Білостоцького воєводства.

## Демографія
Демографічна структура станом на 31 березня 2011 року:
|          | Загалом | Допрацездатний вік | Працездатний вік | Постпрацездатний вік |
| -------- | ------- | ------------------ | ---------------- | -------------------- |
| Чоловіки | 31      | 5                  | 22               | 4                    |
| Жінки    | 27      | 6                  | 13               | 8                    |
| Разом    | 58      | 11                 | 35               | 12                   |